# Dilochia rigida
Dilochia rigida là một loài thực vật có hoa trong họ Lan. Loài này được (Ridl.) J.J.Wood mô tả khoa học đầu tiên năm 1993.